# Cut the Rope
Cut the Rope je online hra pro Android nebo na PC.

## Om Nom
Om Nom je hlavní postava této hry. Je to malý zelený mimozemšťan, který má ze všeho nejradši sladké (bonbony, dortíky, koblihy). Je také zobrazen na ikoně stažené hry.

## Cíl hry
Cílem hry je dostat Om Nomovi do úst danou sladkost pomocí provázků, bublin, bombiček a podobných prostředků. Ale musí se dávat pozor na překážky (pavouky, řezáky apod.).

## Zajímavosti
- Jméno Om Nom dostala příšerka podle zvuků Pacmana pojídajícího kuličky.
- Existuje i aplikace My Om Nom, ve které se hráč o Om Noma stará.
- Hra Cut the rope pochází od ruské společnosti ZeptoLab.

## Verze Cut the Rope
- Cut the Rope Time travel
- Cut Rope (1, 2)
- Cut the Rope Holiday gift
- Cut the Rope Experiments
- Cut the Rope Magic

## Om Nom stories
Jako mnoha jiných her má i Cut the Rope svůj příběh. Tento příběh začíná nečekaným objevením se krabice uvnitř s Om Nomem před dveřmi jedné ženy…